# Loud Like Love
Loud Like Love – siódmy album studyjny brytyjskiej grupy rockowej Placebo. Album został wydany 16 września 2013 roku. Ogłoszony 21 maja 2013 roku na oficjalnej stronie zespołu.

## Ogólny zarys
W związku z zapowiedzią nowego albumu zespół zmienił szatę graficzną swojej strony internetowej. W dotychczasowym wyglądzie składającym się z czarnego tła oraz wyśrodkowanego napisu Placebo wyróżniono literę L nawiązując do nazwy nowego albumu. W marcu 2013 roku zespół zaczął publikować zdjęcia w serwisie społecznościowym Instagram z różnych miejsc, takich jak np. fortepian. Na początku maja grupa zamieściła na swojej witrynie zegar odliczający czas, nie ujawniając czego on dotyczy. 30 kwietnia 2013 roku zamieszczono w internecie film zatytułowany "#LLL" pozostawiając temat niewyjaśnionym.
Odliczanie zakończyło się 21 maja 2013 roku ogłoszeniem siódmego albumu studyjnego "Loud Like Love". 7 czerwca w serwisie YouTube zamieszczono przedpremierowo część utworu zatytułowanego "Loud Like Love". W czerwcu 2013 roku zespół ogłosił listę utworów oraz pierwszy singiel "Too Many Friends".

## Nagrywanie i produkcja
Podczas trasy koncertowej "Battle For The Sun Tour" Brian Molko i Stefan Olsdal oświadczyli, że pracują nad materiałem do kolejnego albumu studyjnego. W listopadzie 2011 roku zespół ogłosił za pomocą portalu Facebook powrót do studia nagrań w 2012 roku w celu nagrania siódmego albumu. Album nagrano z producentem Adamem Noble w londyńskim studiu RAK Studios, gdzie nagrywano również piąty album studyjny "Meds". "Loud Like Love" zostanie wydany jako "3D lenticular super deluxe box set", wielopak zawierający płytę DVD z nagraniem sesji w RAK Studio, płytę CD oraz 12" płytę winylową.

## Lista utworów
| Nr  | Tytuł utworu              | Długość |
| --- | ------------------------- | ------- |
| 1.  | „Loud Like Love”          | 4:51    |
| 2.  | „Scene of the Crime”      | 3:26    |
| 3.  | „Too Many Friends”        | 3:34    |
| 4.  | „Hold on to Me”           | 4:53    |
| 5.  | „Rob the Bank”            | 3:36    |
| 6.  | „A Million Little Pieces” | 4:40    |
| 7.  | „Exit Wounds”             | 5:47    |
| 8.  | „Purify”                  | 3:45    |
| 9.  | „Begin the End”           | 5:58    |
| 10. | „Bosco”                   | 6:38    |
|     |                           | 47:08   |

iTunes Bonus Track
| Nr | Tytuł utworu          | Długość |
| -- | --------------------- | ------- |
| 1. | „Pity Party (of One)” |         |

Deluxe Edition DVD
| Nr | Tytuł utworu              | Długość |
| -- | ------------------------- | ------- |
| 1. | „Loud Like Love”          |         |
| 2. | „Scene of the Crime”      |         |
| 3. | „Too Many Friends”        |         |
| 4. | „Purify”                  |         |
| 5. | „Pity Party (of One)”     |         |
| 6. | „Exit Wounds”             |         |
| 7. | „A Million Little Pieces” |         |
| 8. | „Begin the End”           |         |

## Muzycy
Placebo
- Brian Molko – wokal, gitara
- Stefan Olsdal – gitara basowa, gitara
- Steve Forrest – perkusja

Dodatkowi muzycy
- Bill Lloyd – keyboard, gitara basowa
- Fiona Brice – skrzypce elektryczne
- Adam Noble – produkcja, inżynier dźwięku
- Tim Young - mastering